# Вила-Франка-даш-Навеш
Вила-Франка-даш-Навеш (порт. Vila Franca das Naves) — населённый пункт и район в Португалии, входит в округ Гуарда. Является составной частью муниципалитета Транкозу. По старому административному делению входил в провинцию Бейра-Алта. Входит в экономико-статистический субрегион Бейра-Интериор-Норте, который входит в Центральный регион. Население составляет 1400 человек на 2004 год. Занимает площадь 10,75 км².
Покровительницей района считается Дева Мария.